# Xã Clark, Quận Pike, Arkansas
Xã Clark (tiếng Anh: Clark Township) là một xã thuộc quận Pike, tiểu bang Arkansas, Hoa Kỳ. Năm 2010, dân số của xã này là 3.662 người.